# Llista d'espècies de zodàrids (A-L)
Llista d'espècies de zodàrids, per ordre alfabètic, de la lletra A a la L, descrites fins al 2 novembre de 2006.
- Per a més informació, vegeu la Llista d'espècies de zodàrids
- Per conèixer la resta d'espècies vegeu la Llista d'espècies de zodàrids (M-Z).

| Directori A B C D E F H I L |

## A

### Akyttara
Akyttara Jocqué, 1987
- Akyttara akagera Jocqué, 1987 (Ruanda)
- Akyttara homunculus Jocqué, 1991 (Botswana)
- Akyttara mahnerti Jocqué, 1987 (Kenya)
- Akyttara odorocci Ono, 2004 (Vietnam)
- Akyttara ritchiei Jocqué, 1987 (Kenya)

### Amphiledorus
Amphiledorus Jocqué & Bosmans, 2001
- Amphiledorus adonis Jocqué & Bosmans, 2001 (Portugal)
- Amphiledorus balnearius Jocqué & Bosmans, 2001 (Espanya, Algèria)
- Amphiledorus histrionicus (Simon, 1884) (Algèria, Tunísia)
- Amphiledorus ungoliantae Pekár & Cardoso, 2005 (Portugal)

### Antillorena
Antillorena Jocqué, 1991
- Antillorena polli (Simon, 1887) (Antilles Petites)

### Asceua
Asceua Thorell, 1887
- Asceua amabilis Thorell, 1897 (Myanmar)
- Asceua bimaculata (Simon, 1904) (Vietnam)
- Asceua cingulata (Simon, 1905) (Índia)
- Asceua elegans Thorell, 1887 (Myanmar)
- Asceua expugnatrix Jocqué, 1995 (Territori del Nord, Queensland)
- Asceua gruezoi Barrion & Litsinger, 1992 (Filipines)
- Asceua heliophila (Simon, 1893) (Filipines)
- Asceua japonica (Bösenberg & Strand, 1906) (Japó)
- Asceua jianfeng Song & Kim, 1997 (Xina)
- Asceua kunming Song & Kim, 1997 (Xina)
- Asceua lejeunei Jocqué, 1991 (Congo)
- Asceua menglun Song & Kim, 1997 (Xina)
- Asceua piperata Ono, 2004 (Vietnam)
- Asceua radiosa Jocqué, 1986 (Illes Comoro)
- Asceua septemmaculata (Simon, 1893) (Cambodia)
- Asceua similis Song & Kim, 1997 (Xina)
- Asceua torquata (Simon, 1909) (Vietnam)
- Asceua wallacei Bosmans & Hillyard, 1990 (Sulawesi)
- Asceua zodarionina (Simon, 1907) (Guinea-Bissau)

### Aschema
Aschema Jocqué, 1991
- Aschema madagascariensis (Strand, 1907) (Madagascar)
- Aschema pallida Jocqué, 1991 (Madagascar)

### Asteron
Asteron Jocqué, 1991
- Asteron biperforatum Jocqué & Baehr, 2001 (Queensland)
- Asteron grayi Jocqué & Baehr, 2001 (Nova Gal·les del Sud)
- Asteron hunti Jocqué & Baehr, 2001 (Nova Gal·les del Sud, Territori de la Capital Austràliana)
- Asteron inflatum Jocqué & Baehr, 2001 (Victòria)
- Asteron quintum Jocqué & Baehr, 2001 (Victòria)
- Asteron reticulatum Jocqué, 1991 (Queensland, Nova Gal·les del Sud. Victòria, Tasmània)
- Asteron tasmaniense Jocqué & Baehr, 2001 (Tasmània)
- Asteron zabkai Jocqué & Baehr, 2001 (Nova Gal·les del Sud)

### Australutica
Australutica Jocqué, 1995
- Australutica manifesta Jocqué, 1995 (Sud d'Austràlia)
- Australutica moreton Jocqué, 1995 (Queensland)
- Australutica quaerens Jocqué, 1995 (Sud d'Austràlia)
- Australutica xystarches Jocqué, 1995 (Sud d'Austràlia)

## B

### Basasteron
Basasteron Baehr, 2003
- Basasteron leucosemum (Rainbow, 1920) (Illa Lord Howe)

## C

### Caesetius
Caesetius Simon, 1893
- Caesetius bevisi (Hewitt, 1916) (Sud-àfrica)
- Caesetius biprocessiger (Lawrence, 1952) (Sud-àfrica)
- Caesetius fagei (Lawrence, 1936) (Sud-àfrica)
- Caesetius flavoplagiatus Simon, 1910 (Namíbia, Sud-àfrica)
- Caesetius globicoxis (Lawrence, 1942) (Sud-àfrica)
- Caesetius inflatus Jocqué, 1991 (Mozambique, Malawi, Sud-àfrica)
- Caesetius murinus Simon, 1893 (Sud-àfrica)
- Caesetius politus (Simon, 1893) (Sud-àfrica)
- Caesetius rosei (Bacelar, 1953) (Mozambique)
- Caesetius schultzei Simon, 1910 (Sud-àfrica)
- Caesetius spenceri (Pocock, 1900) (Sud-àfrica)

### Capheris
Capheris Simon, 1893
- Capheris apophysalis Lawrence, 1928 (Namíbia)
- Capheris approximata (Karsch, 1878) (Sud-àfrica)
- Capheris cordivulva Lawrence, 1928 (Namíbia)
- Capheris crassimana (Simon, 1887) (Namíbia)
- Capheris decorata Simon, 1904 (Sud-àfrica)
- Capheris escheri Reimoser, 1934 (Índia)
- Capheris falconeri (Caporiacco, 1949) (Kenya)
- Capheris fitzsimonsi Lawrence, 1936 (Àfrica Meridional)
- Capheris giltayi (Lessert, 1929) (Congo)
- Capheris haematilis Simon, 1910 (Namíbia)
- Capheris kunenensis Lawrence, 1927 (Namíbia)
- Capheris langi Lawrence, 1936 (Àfrica Meridional)
- Capheris maculata (Marx, 1893) (Congo, Tanzània)
- Capheris nitidiceps Simon, 1905 (Índia)
- Capheris septemguttata (Simon, 1907) (Àfrica Occidental)
- Capheris stillata Simon, 1905 (Índia)
- Capheris transvaalica Hewitt, 1915 (Sud-àfrica)
- Capheris vandami (Hewitt, 1916) (Sud-àfrica)

### Cavasteron
Cavasteron Baehr & Jocqué, 2000
- Cavasteron agelenoides Baehr & Jocqué, 2000 (Queensland)
- Cavasteron atriceps Baehr & Jocqué, 2000 (Sud d'Austràlia)
- Cavasteron crassicalcar Baehr & Jocqué, 2000 (Oest d'Austràlia, Sud d'Austràlia)
- Cavasteron exquisitum Baehr & Jocqué, 2000 (Sud d'Austràlia, Queensland)
- Cavasteron guttulatum Baehr & Jocqué, 2000 (Sud d'Austràlia)
- Cavasteron index Baehr & Jocqué, 2000 (Territori del Nord)
- Cavasteron lacertae Baehr & Jocqué, 2000 (Territori del Nord, Sud d'Austràlia, Queensland)
- Cavasteron margaretae Baehr & Jocqué, 2000 (Oest d'Austràlia)
- Cavasteron martini Baehr & Jocqué, 2000 (Oest d'Austràlia)
- Cavasteron mjoebergi Baehr & Jocqué, 2000 (Oest d'Austràlia)
- Cavasteron tenuicalcar Baehr & Jocqué, 2000 (Oest d'Austràlia)
- Cavasteron triunguis Baehr & Jocqué, 2000 (Queensland)

### Chariobas
Chariobas Simon, 1893
- Chariobas armatissimus Caporiacco, 1947 (Etiòpia)
- Chariobas cylindraceus Simon, 1893 (Costa d'Ivori, Gabon, Congo, Angola)
- Chariobas decoratus Lawrence, 1952 (Sud-àfrica)
- Chariobas lineatus Pocock, 1900 (Sud-àfrica)
- Chariobas mamillatus Strand, 1909 (Sud-àfrica)
- Chariobas navigator Strand, 1909 (Sud-àfrica)
- Chariobas subtropicalis Lawrence, 1952 (Sud-àfrica)

### Chilumena
Chilumena Jocqué, 1995
- Chilumena baehrorum Jocqué, 1995 (Territori del Nord)
- Chilumena reprobans Jocqué, 1995 (Oest d'Austràlia)

### Cicynethus
Cicynethus Simon, 1910
- Cicynethus acanthopus Simon, 1910 (Namíbia)
- Cicynethus floriumfontis Jocqué, 1991 (Sud-àfrica)
- Cicynethus peringueyi (Simon, 1893) (Sud-àfrica)

### Colima
Colima Jocqué & Baert, 2006
- Colima colima Jocqué & Baert, 2006 (Mèxic)
- Colima manzanillo Jocqué & Baert, 2006 (Mèxic)

### Cryptothele
Cryptothele L. Koch, 1872
- Cryptothele alluaudi Simon, 1893 (Seychelles)
- Cryptothele ceylonica O. P.-Cambridge, 1877 (Sri Lanka)
- Cryptothele collina Pocock, 1901 (Índia)
- Cryptothele cristata Simon, 1884 (Unknown)
- Cryptothele doreyana Simon, 1890 (Nova Guinea, Queensland)
- Cryptothele marchei Simon, 1890 (Nova Caledònia, Mariana)
- Cryptothele sundaica Thorell, 1890 (Singapur, Sumatra, Java)
  - Cryptothele sundaica amplior Kulczyn'ski, 1911 (Illes Sunda)
  - Cryptothele sundaica javana Kulczyn'ski, 1911 (Java)
- Cryptothele verrucosa L. Koch, 1872 (Samoa, Fiji)

### Cybaeodamus
Cybaeodamus Mello-Leitão, 1938
- Cybaeodamus enigmaticus (Mello-Leitão, 1939) (Argentina)
- Cybaeodamus lycosoides (Nicolet, 1849) (Xile)
- Cybaeodamus nigrovittatus Mello-Leitão, 1941 (Argentina)
- Cybaeodamus ornatus Mello-Leitão, 1938 (Perú, Argentina, Uruguai)
- Cybaeodamus pallidus (Mello-Leitão, 1943) (Argentina)
- Cybaeodamus rastellifer (Mello-Leitão, 1940) (Argentina)
- Cybaeodamus scottae Mello-Leitão, 1941 (Argentina)

### Cydrela
Cydrela Thorell, 1873
- Cydrela albopilosa Simon & Fage, 1922 (Àfrica Oriental)
- Cydrela biunguis Strand, 1913 (Central Àfrica)
- Cydrela brunnea Marx, 1893 (Congo)
- Cydrela decidua Dankittipakul & Jocqué, 2006 (Tailàndia)
- Cydrela friedlanderae Hewitt, 1914 (Sud-àfrica)
- Cydrela insularis (Pocock, 1899) (Socotra)
- Cydrela kenti Lessert, 1933 (Angola)
- Cydrela linzhiensis (Hu, 2001) (Xina)
- Cydrela multipunctata Berland, 1919 (Àfrica Oriental)
- Cydrela nasuta Lessert, 1936 (Mozambique)
- Cydrela otavensis Lawrence, 1928 (Namíbia)
- Cydrela pristina Dankittipakul & Jocqué, 2006 (Tailàndia)
- Cydrela schoemanae Jocqué, 1991 (Sud-àfrica)
- Cydrela spinifrons Hewitt, 1915 (Sud-àfrica)
- Cydrela spinimana Pocock, 1898 (Sud-àfrica)
- Cydrela stigmatica (Simon, 1876) (Zanzíbar)
- Cydrela unguiculata (O. P.-Cambridge, 1870) (Sud-àfrica)

### Cyrioctea
Cyrioctea Simon, 1889
- Cyrioctea aschaensis Schiapelli & Gerschman, 1942 (Argentina)
- Cyrioctea calderoni Platnick, 1986 (Xile)
- Cyrioctea cruz Platnick, 1986 (Xile)
- Cyrioctea griswoldorum Platnick & Jocqué, 1992 (Namíbia)
- Cyrioctea hirsuta Platnick & Griffin, 1988 (Namíbia)
- Cyrioctea marken Platnick & Jocqué, 1992 (Sud-àfrica)
- Cyrioctea mauryi Platnick, 1986 (Xile)
- Cyrioctea namibensis Platnick & Griffin, 1988 (Namíbia)
- Cyrioctea raveni Platnick & Griffin, 1988 (Queensland)
- Cyrioctea spinifera (Nicolet, 1849) (Xile)
- Cyrioctea whartoni Platnick & Griffin, 1988 (Namíbia)

## D

### Diores
Diores Simon, 1893
- Diores annetteae Jocqué, 1990 (Sud-àfrica)
- Diores anomalus Jocqué, 1990 (Madagascar)
- Diores auricula Tucker, 1920 (Zimbabwe, Sud-àfrica)
- Diores bifurcatus Tucker, 1920 (Sud-àfrica)
- Diores bivattatus Simon, 1893 (Sud-àfrica)
- Diores bouilloni Benoit, 1965 (Congo)
- Diores brevis Jocqué, 1990 (Kenya)
- Diores capensis Tucker, 1920 (Sud-àfrica)
- Diores chelinda Jocqué, 1990 (Malawi)
- Diores cognatus O. P.-Cambridge, 1904 (Sud-àfrica)
- Diores damara Jocqué, 1990 (Namíbia)
- Diores decipiens Jocqué, 1990 (Sud-àfrica)
- Diores delesserti Caporiacco, 1949 (Kenya)
- Diores delicatulus Lawrence, 1936 (Botswana, Zimbabwe)
- Diores dowsetti Jocqué, 1990 (Sud-àfrica)
- Diores druryi Tucker, 1920 (Namíbia)
- Diores femoralis Jocqué, 1990 (Sud-àfrica)
- Diores filomenae Jocqué, 2003 (Illes Comoro)
- Diores geraerti Jocqué, 1990 (Camerun, Congo)
- Diores godfreyi Hewitt, 1919 (Sud-àfrica)
- Diores griswoldorum Jocqué, 1990 (Namíbia)
- Diores immaculatus Tullgren, 1910 (Tanzània)
- Diores initialis Jocqué, 1990 (Kenya, Tanzània)
- Diores jonesi Tucker, 1920 (Sud-àfrica)
- Diores kenyae Berland, 1919 (Kenya)
- Diores kibonotensis Tullgren, 1910 (Tanzània)
- Diores leleupi Jocqué, 1990 (Sud-àfrica)
- Diores lemaireae Jocqué, 1990 (Malawi)
- Diores lesserti Lawrence, 1952 (Sud-àfrica)
- Diores magicus Jocqué & Dippenaar-Schoeman, 1992 (Zimbabwe)
- Diores malaissei Jocqué, 1990 (Congo)
- Diores milloti Jocqué, 1990 (Madagascar)
- Diores miombo Jocqué, 1990 (Malawi)
- Diores monospinus Jocqué, 1990 (Malawi)
- Diores murphyorum Jocqué, 1990 (Kenya)
- Diores naivashae Berland, 1920 (Kenya)
- Diores Namíbia Jocqué, 1990 (Namíbia)
- Diores patellaris Jocqué, 1990 (Malawi)
- Diores pauper Jocqué, 1990 (Sud-àfrica)
- Diores poweri Tucker, 1920 (Sud-àfrica)
- Diores radulifer Simon, 1910 (Sud-àfrica)
- Diores rectus Jocqué, 1990 (Malawi, Sud-àfrica)
- Diores recurvatus Jocqué, 1990 (Sud-àfrica)
- Diores russelli Jocqué, 1990 (Botswana)
- Diores salisburyensis Tucker, 1920 (Namíbia, Botswana, Zimbabwe, Zambia)
- Diores seiugatus Jocqué, 1986 (Illes Comoro)
- Diores sequax Jocqué, 1990 (Sud-àfrica)
- Diores setosus Tucker, 1920 (Sud-àfrica)
- Diores silvestris Jocqué, 1990 (Sud-àfrica)
- Diores simoni O. P.-Cambridge, 1904 (Sud-àfrica)
- Diores simplicior Jocqué, 1990 (Malawi)
- Diores spinulosus Jocqué, 1990 (Sud-àfrica)
- Diores strandi Caporiacco, 1949 (Kenya, Rwanda, Congo)
- Diores tavetae Berland, 1920 (Kenya)
- Diores termitophagus Jocqué & Dippenaar-Schoeman, 1992 (Sud-àfrica)
- Diores triangulifer Simon, 1910 (Namíbia, Sud-àfrica)
- Diores triarmatus Lessert, 1929 (Congo)
- Diores univittatus Tullgren, 1910 (Tanzània)
- Diores youngai Jocqué, 1990 (Sud-àfrica)

### Dusmadiores
Dusmadiores Jocqué, 1987
- Dusmadiores doubeni Jocqué, 1987 (Togo)
- Dusmadiores katelijnae Jocqué, 1987 (Nigèria)
- Dusmadiores robanja Jocqué, 1987 (Costa d'Ivori)

## E

### Epicratinus
Epicratinus Jocqué & Baert, 2006
- Epicratinus amazonicus Jocqué & Baert, 2006 (Brasil)
- Epicratinus pugionifer Jocqué & Baert, 2006 (Brasil)
- Epicratinus takutu Jocqué & Baert, 2006 (Guyana)

### Euasteron
Euasteron Baehr, 2003
- Euasteron atriceps Baehr, 2003 (Oest d'Austràlia)
- Euasteron bartoni Baehr, 2003 (Victòria)
- Euasteron carnarvon Baehr, 2003 (Oest d'Austràlia)
- Euasteron churchillae Baehr, 2003 (Territori del Nord)
- Euasteron enterprise Baehr, 2003 (Queensland)
- Euasteron gibsonae Baehr, 2003 (Territori del Nord, Queensland)
- Euasteron harveyi Baehr, 2003 (Oest d'Austràlia)
- Euasteron johannae Baehr, 2003 (Oest d'Austràlia)
- Euasteron juliannae Baehr, 2003 (Oest d'Austràlia)
- Euasteron krebsorum Baehr, 2003 (Nova Gal·les del Sud, Sud d'Austràlia)
- Euasteron lorne Baehr, 2003 (Nova Gal·les del Sud)
- Euasteron milledgei Baehr, 2003 (Nova Gal·les del Sud)
- Euasteron monteithorum Baehr, 2003 (Queensland, Nova Gal·les del Sud)
- Euasteron raveni Baehr, 2003 (Queensland)
- Euasteron ulrichi Baehr, 2003 (Oest d'Austràlia)
- Euasteron ursulae Baehr, 2003 (Oest d'Austràlia)
- Euasteron willeroo Baehr, 2003 (Territori del Nord)

### Euryeidon
Euryeidon Dankittipakul & Jocqué, 2004
- Euryeidon anthonyi Dankittipakul & Jocqué, 2004 (Tailàndia)
- Euryeidon consideratum Dankittipakul & Jocqué, 2004 (Tailàndia)
- Euryeidon monticola Dankittipakul & Jocqué, 2004 (Tailàndia)
- Euryeidon musicum Dankittipakul & Jocqué, 2004 (Tailàndia)
- Euryeidon schwendingeri Dankittipakul & Jocqué, 2004 (Tailàndia)
- Euryeidon sonthichaiae Dankittipakul & Jocqué, 2004 (Tailàndia)

## F

### Forsterella
Forsterella Jocqué, 1991
- Forsterella faceta Jocqué, 1991 (Nova Zelanda)

## H

### Habronestes
Habronestes L. Koch, 1872
- Habronestes australiensis (O. P.-Cambridge, 1869) (Austràlia)
- Habronestes bicornis Baehr, 2003 (Nova Gal·les del Sud)
- Habronestes bradleyi (O. P.-Cambridge, 1869) (Austràlia)
- Habronestes calamitosus Jocqué, 1995 (Queensland)
- Habronestes driscolli Baehr, 2003 (Nova Gal·les del Sud)
- Habronestes giganteus Baehr, 2003 (Nova Gal·les del Sud)
- Habronestes grahami Baehr, 2003 (Nova Gal·les del Sud, Territori de la Capital Austràliana)
- Habronestes grayi Baehr, 2003 (Nova Gal·les del Sud)
- Habronestes grimwadei (Dunn, 1951) (Austràlia)
- Habronestes hamatus Baehr, 2003 (Nova Gal·les del Sud)
- Habronestes hebroni Baehr, 2003 (Nova Gal·les del Sud)
- Habronestes helenae Baehr, 2003 (Nova Gal·les del Sud)
- Habronestes hunti Baehr, 2003 (Nova Gal·les del Sud)
- Habronestes jocquei Baehr, 2003 (Nova Gal·les del Sud)
- Habronestes longiconductor Baehr, 2003 (Nova Gal·les del Sud)
- Habronestes macedonensis (Hogg, 1900) (Nova Gal·les del Sud, Victòria)
- Habronestes minor Baehr, 2003 (Nova Gal·les del Sud)
- Habronestes monocornis Baehr, 2003 (Nova Gal·les del Sud)
- Habronestes piccolo Baehr, 2003 (Nova Gal·les del Sud)
- Habronestes pictus (L. Koch, 1865) (Nova Gal·les del Sud, Territori de la Capital Austràliana)
- Habronestes pseudoaustraliensis Baehr, 2003 (Nova Gal·les del Sud)
- Habronestes raveni Baehr, 2003 (Nova Gal·les del Sud)
- Habronestes rawlinsoni Baehr, 2003 (Nova Gal·les del Sud)
- Habronestes striatipes L. Koch, 1872 (Queensland)
- Habronestes toddi (Hickman, 1944) (Territori del Nord)
- Habronestes ungari Baehr, 2003 (Nova Gal·les del Sud)
- Habronestes weelahensis Baehr, 2003 (Nova Gal·les del Sud)
- Habronestes wilkiei Baehr, 2003 (Nova Gal·les del Sud)

### Heradida
Heradida Simon, 1893
- Heradida bicincta Simon, 1910 (Sud-àfrica)
- Heradida extima Jocqué, 1987 (Sud-àfrica)
- Heradida griffinae Jocqué, 1987 (Namíbia)
- Heradida loricata Simon, 1893 (Sud-àfrica)
- Heradida speculigera Jocqué, 1987 (Sud-àfrica)
- Heradida xerampelina Benoit, 1974 (Sud-àfrica)

### Heradion
Heradion Dankittipakul & Jocqué, 2004
- Heradion damrongi Dankittipakul & Jocqué, 2004 (Malàisia)
- Heradion luctator Dankittipakul & Jocqué, 2004 (Malàisia)
- Heradion naiadis Dankittipakul & Jocqué, 2004 (Tailàndia)
- Heradion pernix Dankittipakul & Jocqué, 2004 (Malàisia)
- Heradion peteri Dankittipakul & Jocqué, 2004 (Tailàndia)

### Hermippus
Hermippus Simon, 1893
- Hermippus affinis Strand, 1906 (Etiòpia, Somàlia)
- Hermippus arcus Jocqué, 1989 (Tanzània)
- Hermippus arjuna (Gravely, 1921) (Índia)
- Hermippus cruciatus Simon, 1905 (Índia, Sri Lanka)
- Hermippus loricatus Simon, 1893 (Central, Àfrica Meridional)
- Hermippus minutus Jocqué, 1986 (Zimbabwe)
- Hermippus schoutedeni Lessert, 1938 (Kenya)
- Hermippus septemguttatus Lawrence, 1942 (Sud-àfrica)
- Hermippus tenebrosus Jocqué, 1986 (Sud-àfrica)

### Hetaerica
Hetaerica Rainbow, 1916
- Hetaerica harveyi Raven & Baehr, 2000 (Oest d'Austràlia)
- Hetaerica scenica (L. Koch, 1872) (Queensland)

### Holasteron
Holasteron Baehr, 2004
- Holasteron aciculare Baehr, 2004 (Austràlia)
- Holasteron aspinosum Baehr, 2004 (Oest d'Austràlia)
- Holasteron driscolli Baehr, 2004 (Nova Gal·les del Sud, Sud d'Austràlia)
- Holasteron esperance Baehr, 2004 (Oest d'Austràlia)
- Holasteron flinders Baehr, 2004 (Sud d'Austràlia)
- Holasteron hirsti Baehr, 2004 (Sud d'Austràlia)
- Holasteron humphreysi Baehr, 2004 (Sud d'Austràlia)
- Holasteron kangaroo Baehr, 2004 (Sud d'Austràlia)
- Holasteron marliesae Baehr, 2004 (Nova Gal·les del Sud)
- Holasteron perth Baehr, 2004 (Oest d'Austràlia)
- Holasteron pusillum Baehr, 2004 (Oest d'Austràlia, Sud d'Austràlia)
- Holasteron quemuseum Baehr, 2004 (Queensland)
- Holasteron reinholdae Baehr, 2004 (Oest d'Austràlia)
- Holasteron spinosum Baehr, 2004 (Oest d'Austràlia, Sud d'Austràlia, Victòria)
- Holasteron stirling Baehr, 2004 (Oest d'Austràlia)
- Holasteron wamuseum Baehr, 2004 (Oest d'Austràlia)

## I

### Ishania
Ishania Chamberlin, 1925
- Ishania absoluta (Gertsch & Davis, 1940) (Mèxic)
- Ishania aztek Jocqué & Baert, 2002 (Mèxic)
- Ishania centrocavata Jocqué & Baert, 2002 (Mèxic)
- Ishania chicanna Jocqué & Baert, 2002 (Mèxic)
- Ishania chichimek Jocqué & Baert, 2002 (Mèxic)
- Ishania firma Jocqué & Baert, 2002 (Mèxic)
- Ishania gertschi Jocqué & Baert, 2002 (Mèxic)
- Ishania guerrero Jocqué & Baert, 2002 (Mèxic)
- Ishania hessei (Chamberlin & Ivie, 1936) (Mèxic)
- Ishania huastek Jocqué & Baert, 2002 (Mèxic)
- Ishania ivieorum Jocqué & Baert, 2002 (Mèxic)
- Ishania latefossulata Jocqué & Baert, 2002 (Mèxic)
- Ishania maya Jocqué & Baert, 2002 (Mèxic)
- Ishania minuta Jocqué & Baert, 2002 (Hondures)
- Ishania mixtek Jocqué & Baert, 2002 (Mèxic)
- Ishania mundella (Gertsch & Davis, 1940) (Mèxic)
- Ishania nayarit Jocqué & Baert, 2002 (Mèxic)
- Ishania oaxaca Jocqué & Baert, 2002 (Mèxic)
- Ishania ocosingo Jocqué & Baert, 2002 (Mèxic)
- Ishania olmek Jocqué & Baert, 2002 (Mèxic)
- Ishania paxoides Jocqué & Baert, 2002 (Mèxic, Hondures)
- Ishania perforata Jocqué & Baert, 2002 (Guatemala)
- Ishania protecta Jocqué & Baert, 2002 (Mèxic)
- Ishania querci Jocqué & Baert, 2002 (Mèxic)
- Ishania real Jocqué & Baert, 2002 (Mèxic)
- Ishania relativa Jocqué & Baert, 2002 (Mèxic)
- Ishania simplex Jocqué & Baert, 2002 (Mèxic)
- Ishania tarask Jocqué & Baert, 2002 (Mèxic)
- Ishania tentativa Chamberlin, 1925 (Costa Rica)
- Ishania tinga (F. O. P.-Cambridge, 1899) (Mèxic)
- Ishania tormento Jocqué & Baert, 2002 (Mèxic)
- Ishania totonak Jocqué & Baert, 2002 (Mèxic)
- Ishania vacua Jocqué & Baert, 2002 (Mèxic)
- Ishania xilitla Jocqué & Baert, 2002 (Mèxic)
- Ishania zapotek Jocqué & Baert, 2002 (Mèxic)

## L

### Lachesana
Lachesana Strand, 1932
- Lachesana blackwalli (O. P.-Cambridge, 1872) (Creta, Xipre, Turquia, Israel, Lebanon)
- Lachesana graeca Thaler & Knoflach, 2004 (Grècia)
- Lachesana insensibilis Jocqué, 1991 (Saudi Arabia)
- Lachesana perversa (Audouin, 1826) (Egipte, Síria)
- Lachesana rufiventris (Simon, 1873) (Israel, Síria)
- Lachesana tarabaevi Zonstein & Ovtchinnikov, 1999 (Àsia central)
- Lachesana vittata (Strand, 1906) (Tunísia)

### Leprolochus
Leprolochus Simon, 1893
- Leprolochus birabeni Mello-Leitão, 1942 (Brasil, Paraguai, Argentina)
- Leprolochus levergere Lise, 1994 (Brasil)
- Leprolochus mucuge Lise, 1994 (Brasil)
- Leprolochus oeiras Lise, 1994 (Brasil)
- Leprolochus parahybae Mello-Leitão, 1917 (Brasil)
- Leprolochus spinifrons Simon, 1892 (Panamà fins a Veneçuela)
- Leprolochus stratus Jocqué & Platnick, 1990 (Veneçuela)

### Leptasteron
Leptasteron Baehr & Jocqué, 2001
- Leptasteron platyconductor Baehr & Jocqué, 2001 (Oest d'Austràlia)
- Leptasteron vexillum Baehr & Jocqué, 2001 (Nova Gal·les del Sud)

### Lutica
Lutica Marx, 1891
- Lutica abalonea Gertsch, 1961 (EUA)
- Lutica bengalensis Tikader & Patel, 1975 (Índia)
- Lutica clementea Gertsch, 1961 (EUA)
- Lutica deccanensis Tikader & Malhotra, 1976 (Índia)
- Lutica kovvurensis Reddy & Patel, 1993 (Índia)
- Lutica maculata Marx, 1891 (EUA)
- Lutica nicolÀsia Gertsch, 1961 (EUA)
- Lutica poonaensis Tikader, 1981 (Índia)